# Liste der Ständigen Vertreter des Vereinigten Königreichs bei der NATO
Liste der ständigen Vertreter des Vereinigten Königreichs bei der Organisation des Nordatlantikvertrags (NATO) in Brüssel.

## Ständige Vertreter
- 1952–1953: Sir Frederick Hoyer Millar
- 1953–1957: Sir Christopher Steel
- 1957–1960: Sir Frank Kenyon Roberts
- 1960–1962: Sir Paul Mason
- 1962–1966: Sir Evelyn Shuckburgh
- 1966–1970: Sir Bernard Burrows
- 1970–1975: Sir Edward Peck
- 1975–1979: Sir John Killick
- 1979–1982: Sir Clive Rose
- 1982–1986: Sir John Graham
- 1986–1992: Sir Michael Alexander
- 1992–1995: Sir John Weston
- 1995–2001: Sir John Goulden
- 2001–2001: Sir David G. Manning KCMG
- 2001–2003: Sir Emyr Jones Parry
- 2003–2006: Sir Peter Ricketts
- 2006–2010: Sir Stewart Eldon
- 2010–2014: Dame Mariot Leslie[2]
- 2014–2016: Sir Adam Thompson[3]
- 2016–2017: Paul Johnston[4]
- 2017–2022: Dame Sarah MacIntosh[5]
- 2022–2025: Sir David Quarrey[6]
- Seit 2025: Angus Lapsley[7]